# HMS Uppland
Le HMS Uppland est un sous-marin de la marine royale suédoise. C’est le deuxième sous-marin de la classe Gotland. La devise du HMS Uppland est « Prudencia Et Audacia ».
Le navire a été commandé le 28 mars 1990 à Kockums à Malmö, mais les plans ont été modifiés le 5 septembre 1991 pour ajouter le moteur Stirling. Le changement a augmenté le déplacement de 200 tonnes et la longueur de 7,5 mètres. La quille du navire a été posée le 14 janvier 1994 et il a été lancé le 9 mars 1996. Le navire a rejoint la flotte suédoise le 26 juillet 1999,.

## Mise à niveau à mi-vie
En 2020, le HMS Uppland a subi une mise à niveau à mi-vie, comme son sister-ship HMS Gotland après lui. Au cours de la mise à niveau ont été installés un certain nombre de systèmes qui seront utilisés dans les sous-marins de prochaine génération, la classe Blekinge (A26). Plus de 20 nouveaux systèmes à bord de la nouvelle classe Gotland ont été mis en œuvre, ce qui contribue à leur réduction des risques pour l’A26. Cela offre également des possibilités de formation pour l’équipage lorsqu’il sera déployé à bord de l’A26.
Le processus de mise à niveau implique de nombreux nouveaux systèmes, tels que le moteur Stirling AIP, une nouvelle suite complète de mâts, des sonars et des capteurs ainsi que des systèmes de gestion et de communication. Afin d’accueillir tous les systèmes, le sous-marin a gagné en longueur (atteignant 62 m) et en poids (poids supplémentaire de 200 tonnes) pour atteindre un déplacement de 1 580 tonnes en surface.

## Galerie

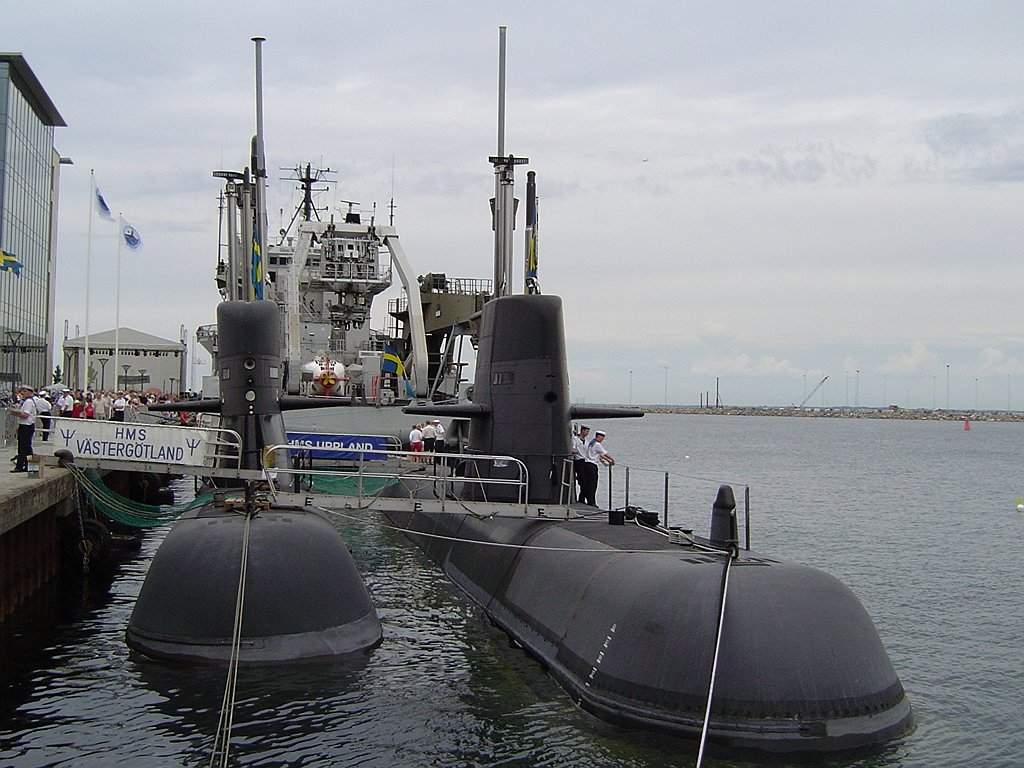
Le HMS Västergötland et le HMS Uppland lors d’une visite navale à Malmö en 2003. En arrière-plan le HMS Belos.
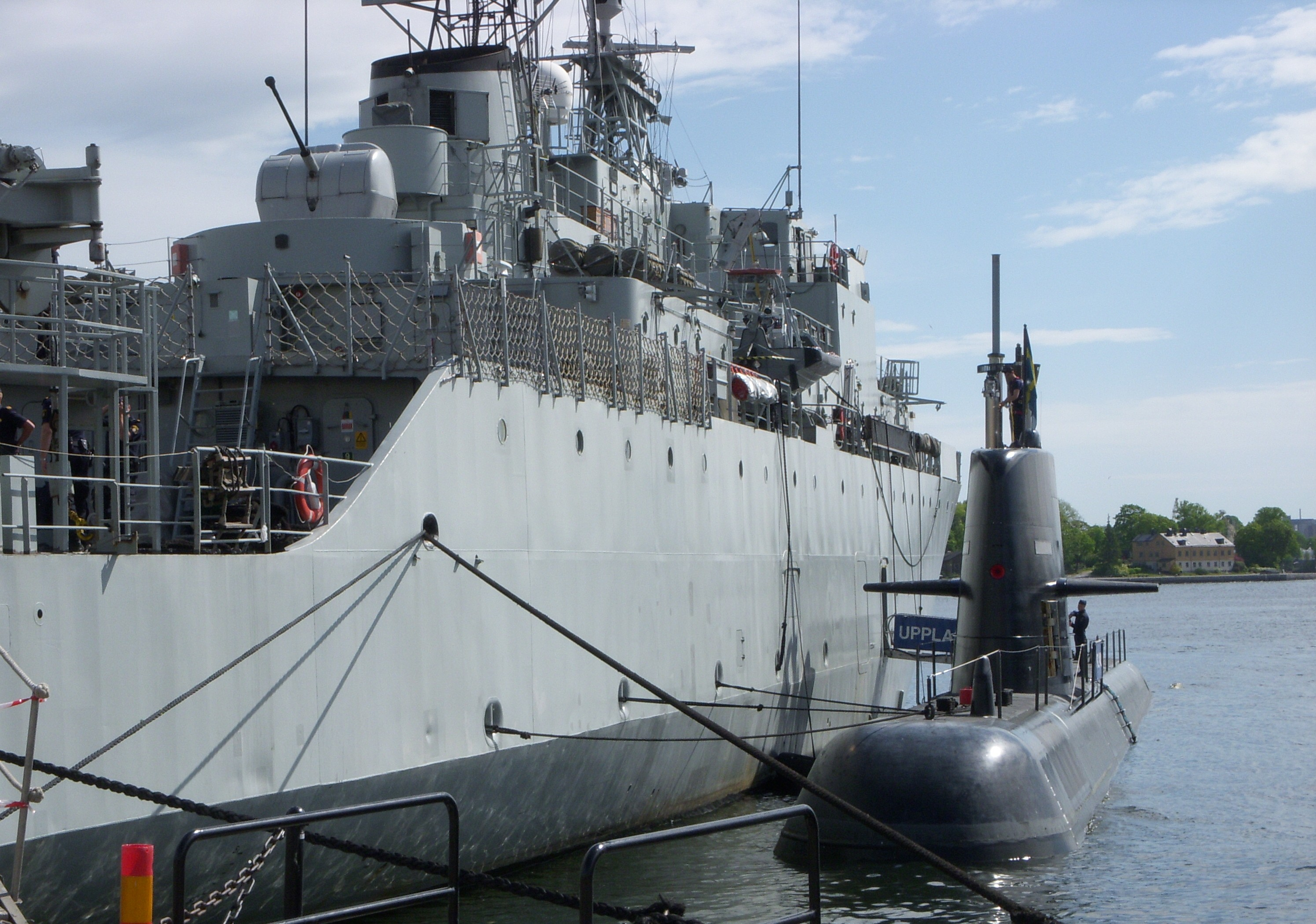
Visite navale avec le HMS Uppland et le HMS Visborg à Stockholm en 2009.
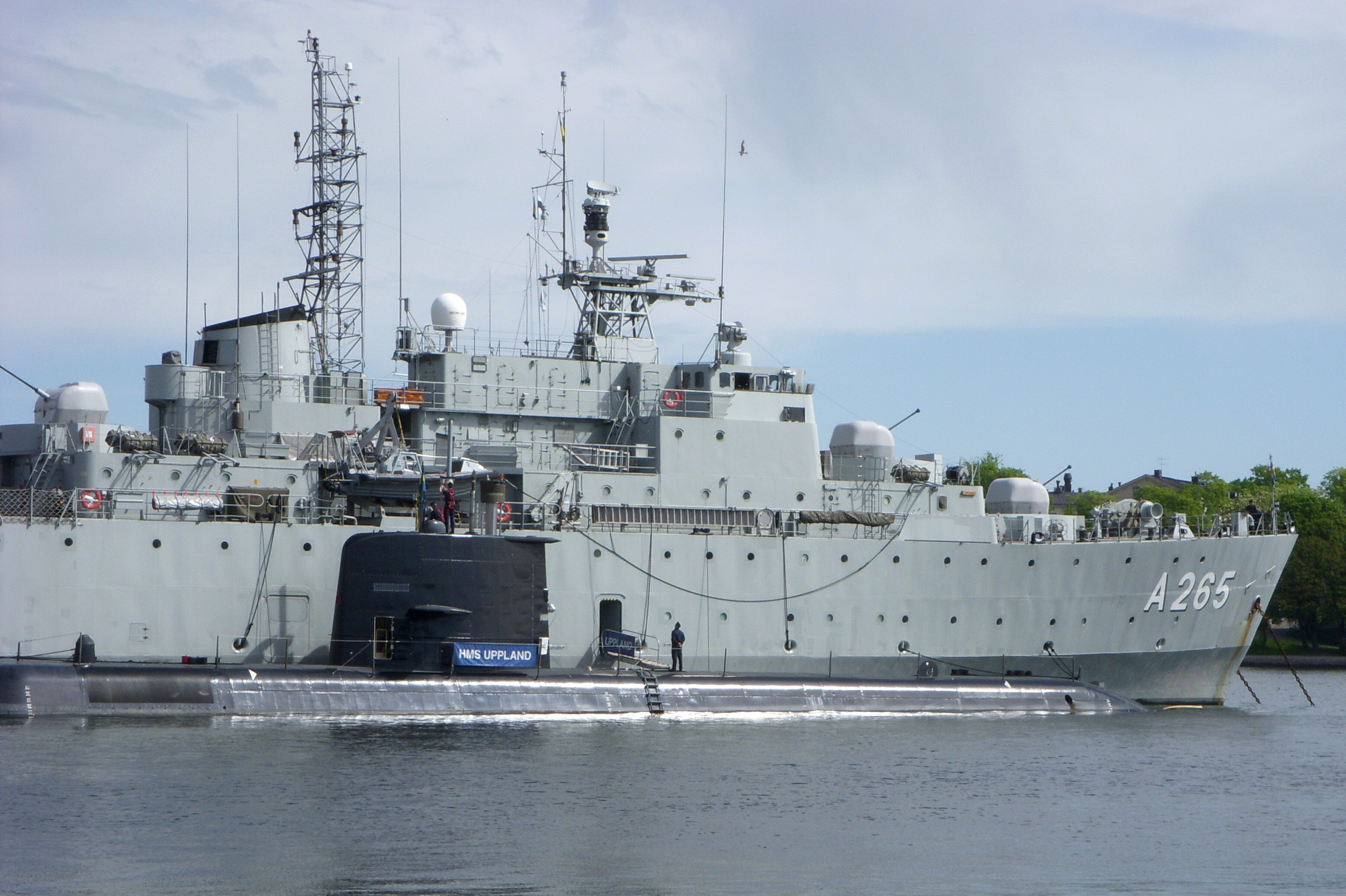
Les HMS Uppland et HM Visborg en 2009.